# گیلیز کاکا
گیلیز جین کاکا (متولد ۲۸ مه ۱۹۹۰ در نیوزیلند ) بازیکن اتحادیه راگبی نیوزلند در هینو رد دلفین می باشد.

## حرفه
گیلیز برای تیم ملی راگبی هفت نفره نیوزلند بازی می کند. گیلیز نخستین بازی خودش را در ولینگتون سون انجام داد. گیلیز در بازی‌های همسود ۲۰۱۴ شرکت نموده است که نیوزلند به مدال نقره دست پیدا کرد.   او در تیم رویایی اچ اس بی سی در کنار تیم میکلسون وجود داشت. گیلیز پیش از ارتقا پیدا کردن به یک بازیکن تمام وقت ملی راگبی هفتم نیوزلند برای هاکس بی بازی نمود.  کاکا از تیره مائوری به نگاتی کاهونگونو و ته آراوا موقوف است. 
گیلیز در تیم نیوزلند برای بازی‌های المپیک تابستانی ۲۰۱۶معرفی گردید.    گیلیز با حضورش در۳۳ بازی در مسابقات، ۱۶۹ بازی، ۶۵ تلاش و ۸۰۷ امتیاز کار خود را به انتها رساند.